# Hits, News & Live
Hits, News & Live er et semi-opsamlingsalbum af det danske poporkester Nice Little Penguins. Udkom i 2005 med en række af bandets største hits, et par liveindspilninger samt et par helt nye numre.
Ifølge bandets bassist Bo Feierskov blev albummet skabt som resultat af et internt behov for at gøre status over bandets eksistens og afslutte et kapitel i dets historie. 
Numrene "Skyline Avenue" og "Play the Drums" var to nye sange. Dog havde sidstnævnte en klar reference til et tidligere ikke-udgivet nummer "Ugly Ties in Africa", der i dag kun findes på en demoproduktion fra 1991-92.

## Spor
1. "Play the Drum"
2. "The Letter"
3. "Flying"
4. "How does it feel now"
5. "Rain Keeps on Falling"
6. "Beatniks"
7. "A Touch of the Sublime"
8. "Daydream Believer" (The Monkees cover)
9. "Truly"
10. "I don't wanna listen to the radio"
11. "Skyline Avenue"
12. "Rise to my feet"
13. "Flying" (live)
14. "So Glad to be Alive" (live)
15. "You Chill, You Burn"